# Octopus aegina
Octopus aegina är en bläckfiskart som beskrevs av Gray 1849. Octopus aegina ingår i släktet Octopus och familjen Octopodidae. Inga underarter finns listade i Catalogue of Life.